# Hedysarum bectauatavicum
Hedysarum bectauatavicum är en ärtväxtart som beskrevs av M.S. Bajtenov. Hedysarum bectauatavicum ingår i släktet buskväpplingar, och familjen ärtväxter. Inga underarter finns listade i Catalogue of Life.